# 블루테 (희곡)
《블루테》(Velouté)는 배우, 연출가 빅토르 아임의 희곡이다.
조나탕은 취업을 위해 면접관의 비위를 맞추려고 애쓴다. 최종 면접을 통과하기 위해 양심과 자존심도 버린다. 면접관의 실체가 드러나면서 코믹하게 흘러가던 극의 분위기는 공포로 반전된다. 조나탕은 그간의 분노와 한을 담아 일급 수프 블루테를 요리한다.

## 개요
무대 게임의 작가 빅토르 아임의 희곡이다. 작가 자신이 가장 좋아하는 작품 중 하나다.
조나탕은 얼마 전까지 트럼펫 연주자였다. 일하던 클럽이 문을 닫는 바람에 실직한 조나탕은 운전사 구인 소식을 듣고 면접에 지원했다. 면접관은 조나탕에게 호감을 비치다가도 그와 경쟁하는 또 다른 구직자를 치켜세우는 식으로 조나탕을 요리한다. 면접관은 질문과 요구는 점점 도를 지나치더니, 결국 정체를 숨기고 자기 집에 잠입해 아내의 일거수일투족을 감시, 보고하라는 데까지 나아간다. 그 결과를 보고 당락을 결정하겠다는 거다. 조나탕은 취직을 위해 부당해 보이는 요구를 받아들인다. 택시 기사로 위장하고 분실한 여권을 찾아 주는 척 면접관의 집을 방문한 조나탕은 면접관 아내 클로에를 보고 매력을 느낀다. 그는 클로에와 대화하던 중 부부 사이에 심상치 않은 문제가 있음을 알게 된다.
장면이 바뀌어 세 사람은 한 집에 살고 있다. 조나탕은 운전사로 취업하는 대신 면접관 부부를 위해 헌신하는 충실한 가정부가 되었다. 면접관은 면접장에서보다 더 고압적인 태도로 조나탕을 압박하고, 상황은 점점 더 긴박해진다.
사실인지 아닌지 믿기 힘든 클로에의 고백을 통해 면접관의 실체가 드러나고, 극 내내 어디선가 들려오는 정체 모를 비명과 신음 소리가 공포감을 조성한다. 빅토르 아임은 이 작품을 통해 직장과 가정에서의 권력 관계, 정신적 학대 문제를 성찰했다.